# Jisra’el Me’ir Lau
Jisra’el Me’ir Lau (hebr. ישראל מאיר לאו; ur. 1 czerwca 1937 w Piotrkowie Trybunalskim) – izraelski rabin, przewodniczący Jad Waszem.
Syn rabina Mojżesza Chaima Laua (1892–1942), ostatniego rabina Piotrkowa Trybunalskiego, który zginął w obozie zagłady w Treblince. Przez rodzinę był nazywany Lolkiem. Dzieciństwo spędził w Piotrkowie (od 1939 w getcie), a w latach 1943–1945 przebywał wraz ze starszym bratem Naftalim w częstochowskim getcie oraz obozie pracy przymusowej Hasag-Częstochowianka, skąd w styczniu 1945 został w plecaku wywieziony przez brata do obozu koncentracyjnego Buchenwald. Od 1945 w Palestynie. Tu pobierał nauki w słynnej jesziwie Kol Tora i jesziwie poniewieskiej.

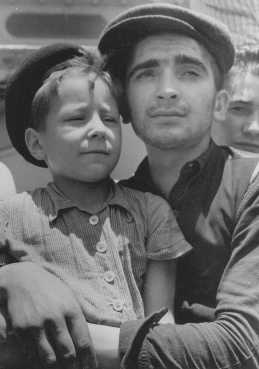
Israel Meir Lau jako ośmioletni chłopiec w ramionach Elazara Schiffa, innego więźnia Buchenwaldu w dniu przybycia do Hajfy 15 lipca 1945.

21 lutego 1993 wybrany na stanowisko naczelnego aszkenazyjskiego rabina Izraela, pozostał nim do 2003. W 2005 został naczelnym rabinem Tel Awiwu, a w 2008 przewodniczącym Jad Waszem. Pochodzący z Polski Israel Meir Lau był pierwszym naczelnym rabinem Izraela, który spotkał się z papieżem od założenia państwa żydowskiego w 1948. Nastąpiło to 21 września 1993 w Castel Gandolfo, kiedy Jan Paweł II przyjął zaproszenie do Ziemi Świętej. Do ponownego spotkania doszło 23 marca 2000 w siedzibie Wielkiego Rabinatu w Jerozolimie.
Napisał wydaną w 2000 książkę pt. Do Not Raise Your Hand Against the Boy (tłum. Nie podnoś ręki na chłopca). 20 października 2009 uczestniczył w odsłonięciu pomnika ofiar częstochowskiego getta. W 2005 otrzymał Nagrodę Izraela, najważniejszą izraelską nagrodę państwową za szczególny wkład dla społeczeństwa i państwa Izrael. W 2011 otrzymał najwyższe francuskie odznaczenie – Legię Honorową, przyznaną za wysiłki na rzecz pokoju pomiędzy różnymi religiami.
Jest młodszym bratem Naftalego Laua-Lawiego, polityka i ojcem rabina Dawida Laua, który w 2013 także został wybrany naczelnym aszkenazyjskim rabinem Izraela. Ma ośmioro dzieci.